# Pomnik Stanisława Małachowskiego w bazylice archikatedralnej św. Jana Chrzciciela w Warszawie
Pomnik Stanisława Małachowskiego w bazylice archikatedralnej św. Jana Chrzciciela w Warszawie – klasycystyczny pomnik ku czci marszałka Sejmu Czteroletniego i prezesa Senatu Księstwa Warszawskiego Stanisława Małachowskiego znajdujący się w bazylice archikatedralnej św. Jana Chrzciciela w Warszawie.

## Historia
Wzniesiony w 1830 przez Henryka Marconiego. Wykonany w Rzymie według rysunku Bertela Thorvaldsena przez Francesca Massimiliana Laboureura, zwanego Cavaliere Massimiliano, prezesa Akademii Świętego Łukasza. Ufundowany przez rodzinę, kosztował ponad 100 000 złotych polskich. Projektowany z myślą postawienia w kościele św. Krzyża, gdzie pochowany jest Stanisław Małachowski, z powodu swych rozmiarów i braku odpowiedniego miejsca umieszczony został w katedrze.
Podstawa pomnika wykonana jest z czarnego marmuru, na niej spoczywa druga wyższa z białego marmuru. Na podstawie umieszczona jest statua Stanisława Małachowskiego w rzymskiej todze senatorskiej, trzymającego w prawej ręce kartę konstytucyjną, w lewej laskę marszałkowską. U podnóża pomnika dwie postacie: niewiasta płacząca, wyobrażająca Ojczyznę, oparta na tarczy z herbem Polski i Litwy oraz rycerz w ubiorze rzymskim, trzymający znak batalionowy wojsk Księstwa Warszawskiego w postaci piki z osadzonym na niej złocistym orłem i tabliczką z napisem: „WOY.-POL.” (Woysko Polskie).
Napis na marmurowej płycie głosi:

STANISLAO DZIERZYKRAY NALECZ COMITI

MALACHOWSKI

PRINCIPI SENATUS

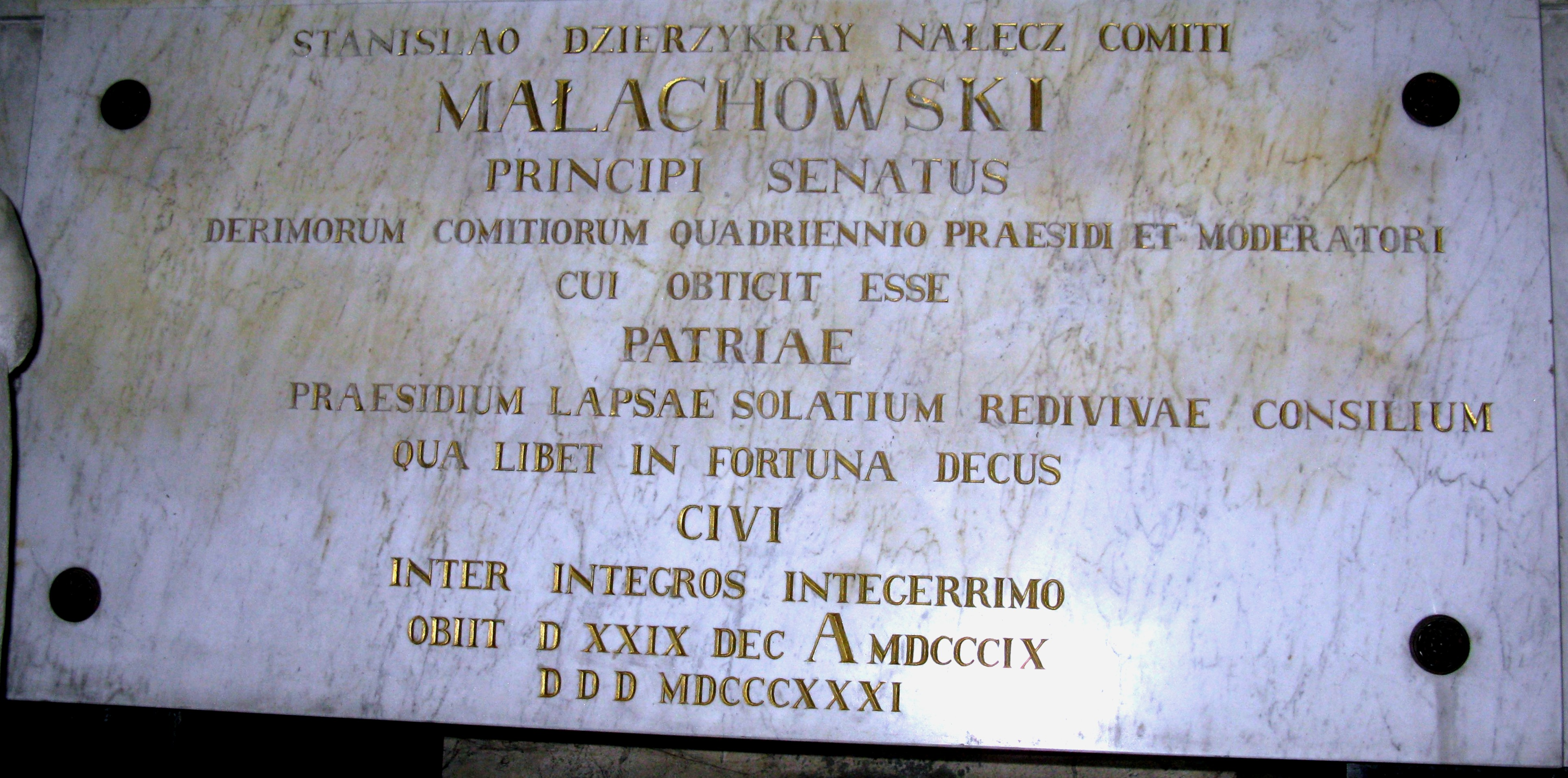
Tablica

DERIMORUM COMITIORUM QUADRIENNIO PRAESIDI ET MODERATORI

CUI OBTIGIT ESSE

PATRIAE

PRAESIDIUM LAPSAE SOLATIUM REDIVIVAE CONSILIUM

QUA LIBET IN FORTUNA DECUS

CIVI

INTER INTEGROS INTEGERRIMO

OBIIT D XXIX DEC A MDCCCIX

DDD MDCCCXXXI

czyli: Stanisławowi Dzierżykraj Nałęcz hrabiemu Małachowskiemu, prezesowi senatu, marszałkowi i moderatorowi Sejmu Czteroletniego, któremu przypadło być obroną i pomocną radą świeżo odrodzonej Ojczyzny, jak długo podobało się Fortunie, obywatelowi najzacniejszemu pośród najzacniejszych, zmarł dnia 29 grudnia roku 1809, wzniesiono, poświęcono i dedykowano w 1831.
Pomnik został zniszczony w sierpniu 1944 podczas walk w powstaniu warszawskim, kiedy to za ścianą eksplodowała mina samobieżna. (Wmurowany w ścianę fragment gąsienicy, to w rzeczywistości gąsienica z "czołgu-pułapki" który eksplodował na ul. Kilińskiego 13 sierpnia 1944r). Rekonstrukcji rzeźby podjął się Józef Trenarowski. Pomnik powrócił na swoje miejsce w prawej nawie katedry w 1965.